# Riksdagen 1634
Riksdagen 1634 ägde rum i Nyköping och Stockholm.
Ständerna sammanträdde den 1 juli 1634. Adeln valde Lars Eriksson Sparre till lantmarskalk. Prästeståndets talman var biskop Laurentius Paulinus Gothus.
Mötet inleddes mad att ständerna följde liket av Gustav II Adolf från Nyköping till Stockholm där sedan begravningen hölls 22 juni. Riksdagen antog 29 juli en ny regeringsform.
Riksdagen avslutades den 3 augusti 1634.